# 小林計一郎
小林 計一郎（こばやし けいいちろう、1919年5月21日 - 2009年11月1日）は、日本の歴史学者、郷土史研究家。長野県史編纂委員、長野郷土史研究会会長（初代）。長野工業高等専門学校、文化女子大学長野専門学校、信州短期大学の元教授。長子は、長野郷土史研究会の二代目会長の小林一郎。脚本家の小林雄次と小林英造は孫。

## 生涯・人物
長野県長野市生まれ。旧制長野中学校（現長野高校）を卒業し、神宮皇學館に進学する。小林一茶研究で知られる伊藤正雄に師事して国文学を学ぶ。1941年に卒業。兵役を経て、1946年から大阪府立農学校や長野県の高等学校教諭、長野工業高等専門学校教授、信州短期大学教授などを歴任。1991年信州短大退職、名誉教授の称号を受ける。その後も講師を続け、1996年に教職を終える。歴史学者として有名で極めて多数の著作を残しているが、本職は高校の国語教員であった。2009年逝去。享年90歳。
小林一茶研究をはじめ、信濃善光寺とその門前町を中心とした長野県の郷土史や自治体史編纂など、長野県をフィールドとした歴史研究に取り組む。一茶の研究では、地方資料の活用や統計的手法、筆跡研究など、それまでなかった新しい視点を持ち込んで様々な角度から一茶像に迫った。その他、甲斐武田氏・上杉氏（川中島の合戦）、真田氏なども研究のテーマだった。
1961年、歴史愛好者を集めた長野郷土史研究会を設立。初代会長として、全国各地を訪ねる「史跡めぐり」、講演会、古文書解読講座などを行い、多くの歴史愛好家を育てた。1987年頃のピーク時には、会員が全国に約4000人いたという。1964年に発行を開始した機関誌『長野』（学術刊行物指定）には様々な人物の2000以上の論文を掲載。『長野』は、その没後も続き、2023年現在、320号を超えている。その他の功績に、「善光寺七福神」の制定などがある。
2002年には地域文化功労者文部科学大臣表彰を受けた。長野郷土史研究会の会員には、「世の中に趣味はたくさんありますが、郷土史ほど世のため、人のためになる趣味はありません」と常に言っていたという。愛猫家であり、ジョギングや社交ダンスも好んだ。そのことは随筆などを含んだ著作『信濃の春秋』（1996年）に詳しい。

## 著作
- 『善光寺と長野の歴史』長野郷土史研究会 1958
- 『川中島の戦 甲信越戦国史』長野郷土史研究会、1959 のち春秋社、銀河書房
- 『俳人一茶』長野郷土史研究会 1961 のち、角川文庫
- 『小林一茶』人物叢書、吉川弘文館 1961、オンデマンド版　2024　ISBN	9784642750288
- 『武田軍記』人物往来社 のち朝日文庫 1965
- 『日本の武将 真田幸村』人物往来社、1966 のち新人物往来社
- 『善光寺平』角川文庫 1967
- 『長野市史考 近世善光寺町の研究』吉川弘文館 1969
- 『古文書練習帳 解説・解読・注釈付き』第1-5集 長野郷土史研究会 1970-1978
- 『真田一族』新人物往来社 1972
- 『古典によるしなの夜話』信濃路 1972
- 『善光寺さん』銀河書房 1973
- 『続しなの夜話』信濃路 1975
- 『わが町の歴史長野』文一総合出版 1979
- 『信濃中世史考』吉川弘文館 1982
- 『武田・上杉軍記』新人物往来社 1983
- 『真田三代軍記』新人物往来社 1986
- 『善光寺カルタ』斎藤俊雄絵 銀河書房 1990
- 『信玄、謙信と信濃』信濃毎日新聞社 1991
- 『信濃の春秋』長野郷土史研究会 1996
- 『善光寺史研究』信濃毎日新聞社 2000
- 『一茶 その生涯と文学』信濃毎日新聞社 2002
- 『真田幸村』 (文春学藝ライブラリー)文藝春秋 2015

### 共編著
- 『郷土の歴史 [第4] (中部編)』宝文館 1959（「長野県史」を担当）
- 『物語藩史 第3巻』人物往来社 1964（「松代藩」を担当）
- 『郷土史体系 第5』宝文館出版 1968（「長野県史」を担当）
- 『仏都百年の歩み』編 長野商工会議所 1969
- 『長野御祭礼市』（依田康資）長野御祭礼研究会 1971
- 『信濃の美４　善光寺』（米山一政）信濃毎日新聞社 1973
- 『わらべ唄の旅 : 良寛・一茶のふるさと (日本のふるさとシリーズ)』共著 毎日新聞社 1973
- 『長野市区長会誌』編 長野市区長会 1976
- 『長野の百年 写真集』依田康資、小林英一共編 信濃路 1976
- 『写真による長野のあゆみ』編 長野市 1977
- 『郷土史事典長野県』編 昌平社 1979
- 『中越庚申講中人別帳』編 長野郷土史研究会 1982
- 『平林若者連永代記録』編 長野郷土史研究会 1982
- 『浮世絵川中島大合戦』酒井雁高共著 白文社 1986
- 『真田幸村のすべて』新人物往来社 1989
- 『風のステップ 現代学生短歌抄』編 信州短期大学出版部・銀河書房 1992
- 『真田昌幸のすべて』編 新人物往来社 1999
- 『［決定版］真田幸村と真田一族のすべて』編 KADOKAWA  2015（『真田三代軍記』『真田幸村のすべて』の増補版）

### 編集・執筆参加
- 『信濃史料』（編纂委員）
- 『長野県史通史編』（編纂委員、一巻から六巻まで主として宗教・文学関係項目執筆）
- 『上水内郡誌・上高井郡誌・佐久市志』（分担執筆）
- 『地方研究論叢』一志茂樹先生還暦記念会 1954 「近世寺領村落の実態」掲載
- 『郷土史物語 続』河出書房 1956 「信濃路」掲載
- 『日本の町 : その歴史的構造』雄山閣出版 1958 「近世善光寺町の市場」掲載
- 『封建都市の諸問題』地方史研究協議会編 雄山閣出版 1959 「善光寺町の機能: 門前町の発達段階」掲載[14]
- 『具体例による歴史研究法』吉川弘文館 1960 「近世文書の用語と現代語」掲載
- 『韓来文化の後栄 下巻』韓国資料研究所 1963「善光寺と韓来文化」掲載
- 『大名列伝 第2 (武功篇 下)』人物往来社 1967「真田信之」担当
- 『新しなの地名考』信濃毎日新聞社 1975 長野・上水内部分担当
- 『ふるさと信州』信濃毎日新聞社 1975 「善光寺まいり」掲載
- 『富士・御嶽と中部霊山』鈴木昭英 編 名著出版 1978 「飯縄修験の変遷」掲載[14]
- 『信濃流人考 (研究・資料シリーズ ; 3)』銀河書房 1979 序文執筆
- 『越後地方史の研究』国書刊行会 1981 「上杉軍団の一考察」掲載
- 『近世栗田村古文書集成』銀河書房 1983 序文の執筆
- 『戦国大名論集 10 武田氏の研究』吉川弘文館 1984「「甲陽軍鑑」の武田家臣団編成表について」掲載
- 『信州の仏教寺院』郷土出版社 1985
- 『長野県地名大辞典』角川書店 1990
- 『日本の近世  第14巻』辻達也, 朝尾直弘 編 中央公論社 1993 「俳諧の隆盛と社会: 小林一茶を中心に」掲載[14]
- 『長野県姓氏歴史人物大辞典』角川書店 1996

### 監修
- 『鬼無里村誌』1967
- 『信濃町誌』1969
- 『七二会村誌』1971
- 『長沼村史』1975
- 『長野高校八十年誌』1981
- 『古牧誌』1981
- 『七瀬町誌』1984
- 『善光寺大地震図絵 : 弘化四年 地震後世俗語之種』銀河書房 1985
- 『権堂町誌』1994
- 『北信濃の一〇〇年』郷土出版社 1995
- 『図解　北信濃の歴史』郷土出版社 1995
- 『北信濃の城』郷土出版 1996

### 校注
- 『戦国史料叢書 真田史料集』人物往来社 1966
- 『古典俳文学大系 15 一茶集』丸山一彦共校注 集英社 1970
- 『日本都市生活史料集成 9 (門前町篇)』一部校注 学習研究社 1977
- 『一茶全集』第1、5-7巻、別巻 丸山一彦共校注 信濃毎日新聞社 1976-1978

### その他
- 『真田文書集』象山社 1978 - 解題
- NHKドラマ『おらが春～小林一茶～』 - 資料提供[15]